# Эль-Хамза
Эль-Хамза (араб. الحمزة‎) — город на юге Ирака, расположенный на территории мухафазы Кадисия. Административный центр одноимённого округа.

## Географическое положение
Город находится в южной части мухафазы, на реке Хилла (правый приток Евфрата), на высоте 28 метров над уровнем моря.

Эль-Хамза расположена на расстоянии приблизительно 27 километров к югу от Эд-Дивании, административного центра провинции и на расстоянии 175 километров к юго-юго-востоку (SSE) от Багдада, столицы страны. 

## Население
По данным последней официальной переписи 1965 года, население составляло 10 817 человек.
Динамика численности населения города по годам:
| 1965   | 2012   |
| ------ | ------ |
| 10 817 | 35 729 |